# Dario Gervasi
Dario Gervasi (Roma, 9 maggio 1968) è un vescovo cattolico italiano, dal 31 ottobre 2024 segretario aggiunto del Dicastero per i laici, la famiglia e la vita.

## Biografia
È nato a Roma il 9 maggio 1968.

### Formazione e ministero sacerdotale
Ha frequentato il Pontificio Seminario Romano Maggiore, in preparazione al sacerdozio, a partire dal settembre 1988.
Il 22 maggio 1994 è stato ordinato presbitero, nella basilica di San Pietro in Vaticano, dal cardinale Camillo Ruini, vicario generale per la diocesi di Roma.
Dopo l'ordinazione è stato nominato vicario parrocchiale della chiesa di Santa Maria delle Grazie al Trionfale, dove è rimasto fino al 2000; al contempo ha continuato gli studi presso la Pontificia Università Gregoriana, dove ha ottenuto la licenza in teologia dogmatica. Nel 2000 è stato trasferito come vicario alla parrocchia dei Santi Gioacchino e Anna, della quale è stato poi parroco dal 2003 al 2008.
In quell'anno è stato nominato vicerettore del Pontificio Seminario Romano Maggiore, ricoprendo l'incarico fino al 2014; nel frattempo è stato incaricato ad interim del servizio per le vocazioni della diocesi di Roma e incaricato dell'Opera vocazioni sacerdotali, dal 2009 al 2011, e deputato della Congregazione dei missionari dell'Istituto Imperiali Borromeo, dal 2009 al 2014. Nominato parroco della parrocchia della Resurrezione di Nostro Signore Gesù Cristo ai Giardinetti, nel 2019 è divenuto anche prefetto della XVII prefettura della diocesi di Roma.

### Ministero episcopale
Il 31 agosto 2020 papa Francesco lo ha nominato vescovo ausiliare di Roma per il settore sud e vescovo titolare di Subaugusta; è succeduto a Gianrico Ruzza, precedentemente nominato vescovo di Civitavecchia-Tarquinia. Il 18 ottobre successivo ha ricevuto l'ordinazione episcopale, nella basilica di San Giovanni in Laterano, dal cardinale Angelo De Donatis, vicario generale per la diocesi di Roma, co-consacranti l'arcivescovo di Urbino-Urbania-Sant'Angelo in Vado Giovanni Tani e il vescovo di Civitavecchia-Tarquinia Gianrico Ruzza.
Presso il vicariato di Roma ha ricoperto gli incarichi di delegato per la pastorale familiare, dal 2020 al 2023, e di direttore dell'ufficio per la pastorale familiare e dell'ambito per la cura delle età e della vita, dal 6 gennaio 2023 al 31 ottobre 2024.
Il 31 ottobre 2024 lo stesso papa lo ha nominato segretario aggiunto del Dicastero per i laici, la famiglia e la vita.

## Genealogia episcopale
La genealogia episcopale è:
- Cardinale Scipione Rebiba
- Cardinale Giulio Antonio Santori
- Cardinale Girolamo Bernerio, O.P.
- Arcivescovo Galeazzo Sanvitale
- Cardinale Ludovico Ludovisi
- Cardinale Luigi Caetani
- Cardinale Ulderico Carpegna
- Cardinale Paluzzo Paluzzi Altieri degli Albertoni
- Papa Benedetto XIII
- Papa Benedetto XIV
- Papa Clemente XIII
- Cardinale Bernardino Giraud
- Cardinale Alessandro Mattei
- Cardinale Pietro Francesco Galleffi
- Cardinale Giacomo Filippo Fransoni
- Cardinale Carlo Sacconi
- Cardinale Edward Henry Howard
- Cardinale Mariano Rampolla del Tindaro
- Cardinale Antonio Vico
- Arcivescovo Filippo Cortesi
- Arcivescovo Zenobio Lorenzo Guilland
- Vescovo Anunciado Serafini
- Cardinale Antonio Quarracino
- Papa Francesco
- Cardinale Angelo De Donatis
- Vescovo Dario Gervasi